# Graphe de Mycielski
Pour les articles homonymes, voir Mycielski.
En théorie des graphes, les graphes de Mycielski, ou myscielkiens, sont des graphes sans triangles de nombre chromatique élevé, construits par récurrence à partir du graphe formé d'un unique sommet par une transformation appelée elle aussi myscielskien. Ils sont dus au mathématicien Jan Mycielski.

## Construction

Le graphe de Grötzsch construit comme le mycielkien du graphe-cycle à 5 sommets M_3

Soit {\displaystyle G=(V,E)} un graphe. Le mycielkien de ce graphe noté {\displaystyle M(G)} est le graphe {\displaystyle (V_{M},E_{M})}  avec {\displaystyle V_{M}=V\cup V'\cup \{u\}}  où {\displaystyle V'} est une copie de {\displaystyle V} et {\displaystyle E_{M}=E\cup E'\cup E''} où {\displaystyle E'=\{\{u,v'\}|v'\in V'\}} et {\displaystyle E''=\{\{v_{i},v_{j}'\}|v_{i}\in V,v_{j}'\in V',\{v_{i},v_{j}\}\in E\}}.
Les graphes de Mycielski sont les graphes {\displaystyle M_{n}} définis par la récurrence suivante : {\displaystyle M_{2}} est le graphe à une arête, et {\displaystyle M_{n+1}=M(M_{n})}.

Graphes de Mycielski M_{2}, M_{3} et M_{4}

## Propriétés
- Si le nombre chromatique de G est k, alors celui de M(G) est k+1[1].
- Si G est sans triangle, alors M(G) aussi[1].
- Si G possède un cycle hamiltonien, alors M(G) aussi[2].
- Si le nombre de domination de G est γ(G), alors celui de M(G) est γ(G)+1[2].